# Myosmine
Myosmine is een alkaloïde dat in kleine hoeveelheden voorkomt in de tabaksplant en in enkele andere planten, waaronder pinda en hazelnoot. Het is bijgevolg in lage concentratie aanwezig in tabaksrook. Myosmine is een gele vaste stof, die smelt bij 42 tot 44°C. 

## Synthese
Myosmine kan op verschillende wijzen synthetisch bereid worden. Een mogelijkheid is de reactie van N-vinylpyrrolidon met ethylnicotinoaat, dit is de ethylester van nicotinezuur, gevolgd door behandeling met een base (natriumhydroxide) en een zuur (zoutzuur):
Andere mogelijkheden zijn de dehydrogenering van nornicotine of de pyrolyse van nicotine.

## Toepassingen
Myosmine kan men gebruiken om zuivere synthetische nicotine te produceren. De katalytische reductie van myosmine met diwaterstof levert nornicotine, dat ook in tabak voorkomt:
Nornicotine kan dan omgezet worden in nicotine door N-methylering aan het stikstofatoom in de vijfledige dihydropyrroolring. Deze procedure levert een racemisch mengsel van (R,S)-nicotine.